# Joanes Urkixo
Joanes Urkixo Beitia (Bilbao, 11 de junio de 1955) es escritor en lengua vasca y guionista de cine y televisión.

## Carrera
Estudió filología vasca en la Universidad de Deusto. En su juventud trabajó en profesiones variadas, entre las que destacan la de profesor de euskera y castellano y traductor y adaptador de películas y series (a euskera y castellano). Entre 1978 y 1980 colaboró con el grupo literario Pott banda, del que eran miembros Bernardo Atxaga, Joxemari Iturralde y Joseba Sarrionandia. En 1983 creó la revista literaria Ttua-ttuá junto a Laura Mintegi.  Es miembro de la asociación de escritores vascos EIE y de la asociación de literatura infantil y juvenil Galtzagorri.

### Literatura
Ha colaborado, además en diversos periódicos y revistas: Euskadi Sioux, Anaitasuna, Pott, Argia, Susa, Egunkaria o Zehar.
En 1980 ganó el premio Toribio Altzaga de teatro por Eta beharbada ispilu beltz bat (Bak, 1981), primera publicación de Joanes Urkixo. En 1983 ganó el premio literario Kirikiño de relatos cortos creado por el Gobierno Vasco por su obra Dragoia eta laberintoa. Más tarde publicó su primer y hasta ahora último poemario: Berbak legez aiztoak (Susa, 1990).
Sin embargo, la trayectoria del autor está ligada sobre todo a la Literatura Infantil y Juvenil. Según Xabier Etxaniz y Marijose Olaziregi, la aventura y la acción son los principales ingredientes de este escritor, que impulsó la ciencia ficción en la literatura juvenil. Urkixo retomó la ciencia ficción a través de Zeruak erori zirenekoa (Ibaizabal, 1998) y posteriormente publicó Thule (Elkar, 1998) gracias a la beca literaria Joseba Jaka. En 2003 fue el ganador del V Premio Abril, entregado por Editores Asociados, con su obra Gerlari zuria (El guerrero blanco).

### Cine
De entre los trabajos que han sido estrenados destacan largometrajes como Goomer (1999) de Filmax, Premio Goya a la Mejor Película de Animación en 2000; Supertramps (2003) de Irusoin-Dibulitoon, candidato a los Premios Goya 2004, Premio de cine infantil del Festival de Gijón 2004; Nico (2004) de BRB Internacional; Payasos al rescate (2005) de Lotura Films; Cristóbal Molón (2006), de Irusoin-Dibulitoon; Querida Bamako (2007), estrenado en el Festival Internacional de Cine de San Sebastián.
Es también el guionista de la película Lasa y Zabala, estrenada en octubre de 2014.

## Obra
En su trayectoria literaria ha trabajado varios géneros:

### Narrativa
- Elur gainean (1984, Erein)
- Lurra deika (1991, Erein)

### Poesía
- Berbak legezko aiztoak (1990, Susa)

### Literatura infantil y juvenil
- Patxi Trumoik letrak ikasi nahi ditu (1985, Erein)

- Patxi eta txoriaren bahiketa (1986, Erein)

- Shangai Tom espazioko zaindari (1992, Elkar)

- Bihotz ausarta (1996, Zubia)
- Thule (1998, Elkarlanean)
- Zeruak erori zirenekoa (1998, Ibaizabal)
- Lur izeneko oihana (2000, Zubia)
- Gerlari zuria (2003, Elkar)

- Argitxo Santageda egunean (2003, Ikastolen Federakundea)

- Argitxo iratxoa (2003, Ikastolen Federakundea)

- Argitxo eta Olentzero (2003, Ikastolen Federakundea)

- Argitxo Sanjuanetan (2003, Ikastolen Federakundea)

- Nerabeak eta beste munstro batzuk (2005, Aizkorri)

### Teatro
- Eta beharbada ispilu beltz bat (1981, BAK)

### Coautor
- Cuentos Incombustibles II (1982, Bilboko Liburusaltzaileen Elkartea)
- Lore Kontu-Kontu Lore (1985, Ondarroako Kultur Etxea)

- Bilbao ipuin biltegia (2000, Bilboko Udala)

- Bilbao lerrorik lerro (2001, Bilboko udala)
- Bilbo inguruko ipuinak = Cuentos alrededor de Bilbao (2013, Bizkaiko Foru Adundia, Kultura Saila)

### Traducciones
- Richard II (1985, Antzerti)
- SOS Lusitania (2016, Harriet)
- Autobusa berriro bera gabe abiatu zen egunekoa (2017, Harriet)
- Hegoak Astinduz (2017, Harriet)
- Wounded (2017, Harriet)
- Inozoen errua (2017, Harriet)